# Dworiszte (gmina Gradsko)
Dworiszte (mac. Двориште) – wieś w centralnej Macedonii Północnej, terytorialnie i administracyjnie należąca do gminy Gradsko. Według stanu na 2002 rok jej liczebność wynosiła 0 mieszkańców.
Według danych ze spisu powszechnego przeprowadzonego w 2002 roku, wieś Dworiszte była miejscowością opuszczoną, której nie zamieszkiwał żaden człowiek.